# 圣佩德罗-杜伊瓦伊
圣佩德罗-杜伊瓦伊是巴西巴拉那州的一个市镇。总面积322.692平方公里，总人口9887人，人口密度30.6人/平方公里。